# Gurgen Hajrapetian
Gurgen (Grigor) Hajrapetian (orm. Գուրգեն (Գրիգոր) Հայրապետյան; ros. Григо́рий Миха́йлович Айрапетя́н, Grigorij Michajłowicz Ajrapetian; ur. 22 sierpnia 1914 we wsi Mingrielsk (obecnie w rejonie Ağdərə), zm. 14 marca 1998 w Erywaniu) – radziecki podpułkownik ormiańskiego pochodzenia, Bohater Związku Radzieckiego (1940).

## Życiorys
Po ukończeniu 7 klas pracował w kołchozie, od października 1936 w Armii Czerwonej, 1939 ukończył kursy młodszych poruczników, we wrześniu 1939 brał udział w agresji ZSRR na Polskę (zajęciu Zachodniej Ukrainy przez Armię Czerwoną), 1939–1940 uczestnik wojny ZSRR z Finlandią jako dowódca plutonu 756 pułku strzeleckiego 50 Dywizji Strzeleckiej 13 Armii Frontu Północno-Zachodniego. W lutym 1940 dowodził grupą szturmową podczas walk o linię Mannerheima, 11 lutego 1940 jego grupa jako jedyna w pułku zdobyła pierwszą linię okopów Finów; w walce wręcz Hajrapetian osobiście zabił ponad 20 fińskich żołnierzy i oficerów, umiejętnie zorganizował i przeprowadził blokadę punktów ogniowych przeciwnika, łącznie czerwonoarmiści zabili w tym ataku ponad 200 fińskich żołnierzy i oficerów i zdobyli dwa bunkry oraz wiele ważnych dokumentów. Podczas kontrataku Finów 12 lutego 1940 Hajrapetian został ciężko ranny i odesłany do szpitala polowego. Uchwałą Prezydium Rady Najwyższej ZSRR z 7 kwietnia 1940 „za wzorowe wykonywanie bojowych zadań dowodzenia na froncie walki z fińskimi białogwardzistami i przejawianie przy tym dzielności i męstwa” otrzymał tytuł Bohatera ZSRR. Po wyleczeniu ran od sierpnia 1940 służył w szkole piechoty w Leningradzie jako dowódca plutonu szkolnego, w sierpniu 1941 skierowany na front wojny z Niemcami, ranny w walkach, po wyleczeniu służył w szkole w Bierieznikach. W 1942 został ponownie skierowany na front jako dowódca 8 Samodzielnego Batalionu Strzelców Górskich, od grudnia 1942 walczył na Kaukazie i Kubaniu. Od 1942 w WKP(b), w sierpniu 1943 mianowany kapitanem i dowódcą batalionu 814 pułku strzeleckiego 409 Dywizji Strzeleckiej, w składzie której brał udział w zajmowaniu przez Armię Czerwoną Ukrainy, Mołdawii i Rumunii, forsowaniu Dniepru, Dniestru i Bugu, w 1944 skierowany do Moskwy na kursy „Wystrieł”, po czym został inspektorem w okręgu wojskowym, później zastępcą dowódcy pułku strzeleckiego. W latach 1948–1952 zaocznie studiował w Akademii im. Frunzego, 1950 mianowany podpułkownikiem, od 1951 służył w Zakaukaskim Okręgu Wojskowym, od 1955 pracownik Instytutu Politechnicznego w Erywaniu (katedry wojskowej), od 1959 w rezerwie.

## Odznaczenia
- Złota Gwiazda Bohatera ZSRR (7 kwietnia 1940)
- Order Lenina (7 kwietnia 1940)
- Order Czerwonego Sztandaru
- Order Wojny Ojczyźnianej I klasy (11 marca 1945)
- Order Wojny Ojczyźnianej II klasy
- Order Czerwonej Gwiazdy (dwukrotnie - 1 października 1943 i 19 listopada 1951)
- Medal Za Zasługi Bojowe (30 kwietnia 1947)

I inne medale.